# Nuapada (Distrikt)
Der Distrikt Nuapada (Oriya ନୂଆପଡ଼ା ଜିଲ୍ଲା Nū'āpaṛā Jillā) befindet sich im Westen des indischen Bundesstaats Odisha.
Verwaltungssitz ist die namensgebende Stadt Nuapada.
Der Distrikt wurde am 1. April 1993 eingerichtet.
Er war davor Teil des Distrikts Kalahandi.

## Lage
Der Distrikt erstreckt sich über eine Fläche von 3852 km² (nach anderen Angaben 3407,5 km²). Er befindet sich in den Ostghats zwischen den Flussläufen von Mahanadi im Westen und Tel im Osten.

## Einwohner
Bei der Volkszählung 2011 betrug die Einwohnerzahl 610.382. Das Geschlechterverhältnis lag bei 1021 Frauen auf 1000 Männer.
Die Alphabetisierungsrate belief sich auf 57,35 % (70,29 % bei Männern, 44,76 % bei Frauen).
98,48 % der Bevölkerung bekennen sich zum Hinduismus.

## Verwaltungsgliederung
Der Distrikt besteht aus einer Sub-Division: Nuapada.
Zur Dezentralisierung der Verwaltung ist der Distrikt in 5 Blöcke unterteilt:
- Boden
- Khariar
- Komna
- Nuapada
- Sinapali

Des Weiteren gibt es 5 Tahasils:
- Boden
- Khariar
- Komna
- Nuapada
- Sinapali

Im Distrikt befinden sich folgende ULBs: die drei Notified Area Councils (NAC) Khariar, Khariar Road und Nuapada. Außerdem sind 109 Gram Panchayats im Distrikt vorhanden.